# Geruite tapijtschelp
De geruite tapijtschelp (Ruditapes decussatus, synoniem Venerupis decussata) is een tweekleppigensoort uit de familie van de venusschelpen (Veneridae). De wetenschappelijke naam van de soort werd in 1758 voor het eerst geldig gepubliceerd door Carl Linnaeus.